# Benennung veränderlicher Sterne
Zur Benennung veränderlicher Sterne wurde ein an die Bayer-Bezeichnungen angelehntes System entwickelt, bei dem eine Kennung gefolgt vom lateinischen Genitiv des Sternbildnamens verwendet wird.

## Weitere Einzelheiten
Da in früheren Jahrhunderten nur wenige veränderliche Sterne bekannt waren, erschien es vernünftig, die lateinischen Großbuchstaben ab R als Kennung zu verwenden, also beispielsweise R Lyrae. Dadurch sollte eine doppelte Vergabe von großen lateinischen Buchstaben, die auch bei den Bayer-Bezeichnungen im Sternbild Schwan bis Q verwendet wurden, ausgeschlossen werden. Bis zum Jahr 1836 war die Sternbenennung erst im Sternbild Schlange beim Buchstaben S angelangt.
Mit dem Aufkommen der Fotografie im 19. Jahrhundert stieg allerdings die Anzahl der entdeckten Veränderlichen rasch an. Statt langer visueller Messreihen konnte man nun dazu übergehen, in verschiedenen Abständen aufgenommene Himmelsfotos miteinander zu vergleichen. Dadurch erreichte aber das Namenssystem beim Buchstaben Z seine Grenze, obwohl in vielen Sternbildern noch weitere Veränderliche zu benennen waren. Ähnlich war es einst auch den Bayer-Bezeichnungen ergangen. Das Benennungssystem wurde daher um Doppelbuchstaben erweitert, zunächst von RR bis ZZ, dann noch einmal von AA bis QZ.
Als auch dies nicht mehr ausreichte, schlug der holländische Astronom Albertus Antonie Nijland vor, das System der Benennung von Grund auf neu zu gestalten und einfach die Bezeichnungen V1, V2, V3, … zu verwenden: das V für veränderlich, gefolgt von einer fortlaufenden Nummer. Da einige der vergebenen Namen jedoch bereits fest etabliert waren, etwa für RR-Lyrae-Sterne und W-Ursae-Maioris-Sterne, wurde dieses neue System erst ab der Nummer V335 eingesetzt.
Das derzeitige Benennungssystem für veränderliche Sterne lautet daher für jedes Sternbild:
1. Beginne bei R und setze fort bis Z.
2. Fahre fort mit RR, RS, … RZ, dann SS, ST, … SZ, TT, … TZ usw. bis ZZ.
3. Benutze weiter AA, AB, … AZ, BB, BC, … BZ usw. bis QZ. Die Kombinationen AJ, BJ, … IJ und JJ bis JZ werden dabei ausgelassen.
4. Beende schließlich nach allen 334 möglichen Buchstabenkombinationen  die alphabetische Benennung und nummeriere weiter mit V335, V336, V337, …

Beispiele für derart benannte Sterne sind R Leonis, VY Canis Majoris und V373 Scuti.

## Beispiel
Anhand von R Leonis, UY Scuti und VV Cephei soll die Vorgehensweise verdeutlicht werden:
| Benennung…                   |    |    |    |    |    |    |    |    |    |
| ---------------------------- | -- | -- | -- | -- | -- | -- | -- | -- | -- |
| …für die ersten aa 9 Sterne: | R  | S  | T  | U  | V  | W  | X  | Y  | Z  |
| …für die nächsten 9 Sterne:  | RR | RS | RT | RU | RV | RW | RX | RY | RZ |
| …für die nächsten 8 Sterne:  | –  | SS | ST | SU | SV | SW | SX | SY | SZ |
| …für die nächsten 7 Sterne:  | –  | –  | TT | TU | TV | TW | TX | TY | TZ |
| …für die nächsten 6 Sterne:  | –  | –  | –  | UU | UV | UW | UX | UY | UZ |
| …für die nächsten 5 Sterne:  | –  | –  | –  | –  | VV | VW | VX | VY | VZ |

usw.
Das bedeutet:
- R Leonis ist der 1. veränderliche Stern, der im Sternbild Löwe entdeckt wurde.
- UY Scuti:  9 + 9 + 8 + 7 + 5     = 38, d. h. UY Scuti  ist der 38. veränderliche Stern, der im Sternbild Scutum   entdeckt wurde.
- VV Cephei: 9 + 9 + 8 + 7 + 6 + 1 = 40, d. h. VV Cephei ist der 40. veränderliche Stern, der im Sternbild Kepheus entdeckt wurde.